# Hymenochaete episphaeria
Hymenochaete episphaeria är en svampart som först beskrevs av Ludwig David von Schweinitz, och fick sitt nu gällande namn av Mordecai Cubitt Cooke 1890. Hymenochaete episphaeria ingår i släktet Hymenochaete och familjen Hymenochaetaceae.   Inga underarter finns listade i Catalogue of Life.